# Tacoanthus
- Commons
- Wikispecies

Tacoanthus Baill., 1890, segundo o Sistema APG II, é um gênero botânico da família Acanthaceae

## Espécie
Tacoanthus pearcei